# Not Now John
Not Now John ist ein Stück der britischen Rockband Pink Floyd, das im Jahr 1983 auf dem Album The Final Cut erschien. Es ist das einzige Lied auf dem Album, in dem David Gilmour mitsingt, da es sich bei The Final Cut überwiegend um ein Album von Roger Waters handelt. Not Now John ist auch das einzige Stück, das als Single ausgekoppelt wurde.
Das Lied enthält im Text die meisten Obszönitäten, die je in einem Pink-Floyd-Stück gesungen wurden: Die Zeile „fuck all that“ wurde für die Singleversion in „stuff all that“ geändert.

## Inhalt
Roger Waters’ Text handelt vom Krieg, insbesondere vom Falklandkrieg und Kritik an Margaret Thatcher, gleichzeitig geht es generell um seine Kritik an der menschlichen Gier und der Korruption, die Waters für eine gesellschaftliche Gefahr hielt.

## Video
In der The Final Cut Video EP wandert zu der Musik von Not Now John ein japanisches Kind durch eine Fabrik, auf der Suche nach einem Soldaten. Das Kind findet dabei Arbeiter beim Kartenspiel und Geishas, bevor es von einem Gerüst in den Tod fällt. Anschließend entdeckt ein Weltkriegsveteran das Kind. Die Regie des Videos übernahm der damalige Schwager von Roger Waters, Willie Christie.

## Rezeption
In einer Rezension von The Final Cut beschrieb Kurt Loder vom Rolling Stone "Not Now John" als "eine der wildesten Darbietungen, die Pink Floyd je auf Platte gebracht hat". In einer rückblickenden Rezension von The Final Cut beschrieb Rachel Mann von The Quietus "Not Now John" als "lustig, aber musikalisch krass und offensichtlich" und sagte weiter "das ist Surrey Bluesrock, so fade wie die Ansichten, die er zu persiflieren versucht".
Mike DeGagne schrieb auf Allmusic: "Not Now John" ist eines der wenigen Stücke, das eine ansprechende Bewegung aufweist und einem Rocksong ähnelt.

## Musiker
- Roger Waters – Gesang, Bass, Gitarre, Synthesizer
- David Gilmour – Gesang, Gitarre
- Nick Mason – Schlagzeug